# Mr. Pim Passes by
Mr. Pim Passes by è un film muto del 1921 diretto da Albert Ward.

## Produzione
Il film fu prodotto dalla G.B. Samuelson Productions.

## Distribuzione
Distribuito dalla General Film Distributors (GFD), il film uscì nelle sale cinematografiche britanniche nell'aprile 1921.